# Seguimiento Farmacoterapéutico
El Seguimiento Farmacoterapéutico, es la parte de la Atención Farmacéutica entendida como equivalente a la práctica del Pharmaceutical Care definido por Cipolle y col (2004). Es la práctica profesional farmacéutica que pretende evaluar y monitorizar la farmacoterapia, en función de las necesidades particulares del paciente, con el objetivo de mejorar o alcanzar resultados en su salud. Se pretende sacar el máximo beneficio de la medicación que toma persiguiendo que la farmacoterapia sea necesaria, efectiva y segura en cada situación clínica. 
Como proceso asistencial implica que se efectúe de forma sistemática, continuada y documentada, y describe la forma como los farmacéuticos pueden coordinar su trabajo con otros profesionales sanitarios alrededor de un proceso asistencial enfocado en el paciente. 
El seguimiento farmacoterapéutico es la parte central del ejercicio profesional de los farmacéuticos, que es visible y tangible para el paciente, ya que corresponde a la interacción cotidiana entre el farmacéutico y el paciente. Es la forma en la que el profesional atiende realmente a las necesidades del paciente para alcanzar los objetivos de la farmacoterapia (que sea necesaria, efectiva y segura).

## Características
1. Está dirigido por las necesidades del paciente en relación con los medicamentos.
2. Describe las actividades del farmacéutico cuando interacciona con el paciente de una manera sistemática y estandarizada.
3. Establece una disciplina para alcanzar las metas del proceso:

- Evalúa las necesidades del paciente.
- Aplica todos los recursos disponibles por el farmacéutico para satisfacer dichas necesidades.
- Completa una evaluación de seguimiento para determinar la evolución real del paciente.

Aunque lo que ocurre en el contexto de la práctica profesional individualizada variará con cada paciente y con cada farmacéutico, las diferencias deben ser mínimas y compatibles, para seguir obedeciendo a un proceso asistencial equitativo para todos sus beneficiarios. De manera que hay que garantizar que se mantenga el mismo proceso de asistencia para cada paciente. Por tanto, el Seguimiento Farmacoterapéutico debe tener una estructura y unas características suficientemente comunes para ser identificadas de un día a otro, de un farmacéutico a otro.

Dentro de una práctica adecuada del Seguimiento Farmacoterapéutico el profesional debe: 
1. Creer y comprometerse en una responsabilidad equitativa con el paciente y con el prescriptor, para optimizar los resultados de la farmacoterapia y debe asumir este convencimiento para impulsar en su entorno esta práctica asistencial.
2. Ser capaz de establecer una relación con el paciente basada en la confianza. Esta relación le permitirá recoger toda la información necesaria de la historia médica y social del paciente para identificar los problemas de salud relacionados con la medicación, valorar el conocimiento de la medicación, establecer los objetivos farmacoterapéuticos y evaluar los resultados clínicos derivados de la farmacoterapia. Dicha información es esencial para diseñar e implantar el plan de actuación adaptado a las necesidades de cada paciente en particular. Este plan debe ser continuo e individualizado, de manera que se estimule al paciente para que consulte al farmacéutico cuando perciba que tiene problemas de salud relacionados con la medicación.
3. Documentar formalmente el proceso de Seguimiento Farmacoterapéutico, no solamente el plan de actuación sino las valoraciones realizadas, las intervenciones farmacéuticas y los resultados clínicos que provengan de este proceso. La documentación contribuye a la continuidad de la atención prestada y permite la comunicación con los demás farmacéuticos y con los otros profesionales que participen del cuidado del paciente.

El Seguimiento Farmacoterapéutico es una práctica centrada en el paciente en la que el profesional pretende ayudarle en las necesidades relacionadas con la medicación que toma. El paciente es “sujeto” y no “objeto” de las actividades asistenciales. En este proceso la comunicación directa con él es la herramienta fundamental y los pactos acordados se usan como estrategia para resolver los problemas detectados.

Para que el Seguimiento Farmacoterapéutico alcance sus objetivos debe considerarse que:
- Constituye una actividad profesional, en la cual el farmacéutico tiene que asumir responsabilidades sobre las necesidades que los pacientes tienen con respecto a sus medicamentos. Por lo tanto, no se trata de una simple aplicación de conocimientos técnicos, sino que el farmacéutico tiene que ser capaz de utilizarlos y aplicarlos para evaluar e intervenir en cada situación.

- Es una actividad clínica, en la que el farmacéutico va a detectar cambios en el estado de salud del paciente atribuibles al uso de la medicación. Para hacer este trabajo deberá utilizar y medir variables clínicas (síntomas, signos, eventos clínicos, mediciones metabólicas o fisiológicas) que permitan determinar si la farmacoterapia está siendo necesaria, efectiva y/o segura. Esto conlleva inevitablemente la monitorización y evaluación continuada (ininterrumpida e indefinida en el tiempo) de los efectos de los medicamentos que utiliza el paciente.

- Es una actividad interdisciplinaria ya que su realización implica la necesaria colaboración e integración del farmacéutico en el equipo de salud que atiende al paciente. Dentro de este equipo, el farmacéutico debe conocer y definir cuál es su función en el manejo y cuidado de los problemas de salud del paciente y aportar su juicio clínico, elaborado desde la perspectiva del medicamento, cuando lo crea conveniente.

- Ha de proveerse de forma continuada. El farmacéutico debe cooperar y colaborar con el paciente de forma indefinida en el tiempo (compromiso). Para ello ha de implicarse no sólo en la prevención o resolución de la inefectividad o inseguridad de la medicación, cuando éstas aparezcan, sino también en el tratamiento integral de los problemas de salud del paciente. Y desarrollar labores educativas, monitorizar los tratamientos y sus efectos o, en general, realizar cualquier actividad que permita optimizar el cuidado de los problemas de salud y obtener el mayor beneficio posible de la farmacoterapia que utiliza el paciente. Para promover su continuidad en el tiempo, el SFT integra el desarrollo de un plan de actuación destinado a preservar o mejorar el estado de salud del paciente, y evaluar continuamente los resultados de las intervenciones realizadas para alcanzar tal fin.

- Ha de realizarse de forma sistemática. Esto significa que se ajusta a unas directrices, ordenadamente relacionadas entre sí, que contribuyen a que se alcance su objetivo: mejorar o mantener el estado de salud del paciente. Por tanto, el Seguimiento Farmacoterapéutico necesita del diseño y desarrollo de procedimientos, fácilmente aplicables en cualquier ámbito asistencial, que establezcan un modo estructurado y ordenado de actuar, y a la vez, centren el trabajo del farmacéutico. De esta forma, se pretende incrementar la eficiencia y la probabilidad de éxito de esta práctica asistencial.

El Seguimiento Farmacoterapéutico tiene como fin dar respuesta a un problema sanitario real, como es la morbi-mortalidad relacionada con medicamentos. En EE. UU., la morbi-mortalidad relacionada con medicamentos tuvo un coste hospitalario estimado de más de $177.400 mil millones en el año 2000, y esta causó 24.576.000 ingresos hospitalarios; cuatro de cada 1000 ingresos hospitalarios prevenibles. En España, se atribuyeron 2300 estancias hospitalarias a dichos problemas, con un coste estimado de 360.620 euros al año, en un hospital universitario durante el año 2000. La existencia de este problema de salud pública que produce disminución de la calidad de vida y pérdidas económicas, requiere del trabajo asistencial del farmacéutico, que realizando Atención Farmacéutica y especialmente Seguimiento Farmacoterapéutico, conlleve a disminuir la morbi-mortalidad asociada al uso de medicamentos, así como aprovechar al máximo la labor asistencial que puede desarrollar.